# Constantin Sănătescu
Constantin Sănătescu (né le 14 janvier 1885 à Craiova et décédé le 8 novembre 1947 à Bucarest) est un général de l'armée roumaine et homme d'État, président du Conseil des ministres du Royaume de Roumanie après qu'elle eut rejoint les Alliés en 1944.

## Biographie
Constantin Sănătescu fait la Première Guerre mondiale en tant que jeune lieutenant. La déroute de l'armée roumaine face aux Allemands et les conditions d'occupation en font un germanophobe, convaincu de la nécessité de réorganiser et moderniser l'armée roumaine. Il cite Henri Berthelot, qui affirmait que « les militaires roumains sont des experts en désorganisation », et dénonce des affaires de corruption dans l'armée, ce qui nuit à sa carrière.
Il se fait remarquer le 1er juillet 1940, en tant que commandant du 8e corps d'armée, en stoppant le pogrom de Dorohoi.
Le 24 janvier 1941, Sănătescu, alors commandant militaire de Bucarest, réprime le soulèvement de la Garde de fer, dont les dirigeants lui promettent la mort. Lorsque le roi Michel cherche à se dégager de l'emprise du maréchal Antonescu, le « Pétain roumain », et à se rapprocher des Alliés, Sănătescu est nommé, le 20 mars 1943, chef de la maison militaire royale. Le général Sănătescu reste commandant militaire de Bucarest et ne participe pas à la guerre contre l'Union soviétique. En revanche, il est en relations avec les officiers britanniques Gardyne de Chastelain et Ivor Porter avec lesquels il prépare la sortie de la Roumanie du giron de l'Axe, et avec l'aviateur Constantin « Bâzu » Cantacuzino qui dirige le réseau prenant en charge les aviateurs américains abattus en Roumanie pour les faire passer en Turquie.
Le 23 août 1944, Constantin Sănătescu (que le maréchal Antonescu surnommait sarcastiquement « le maréchal du palais ») fait arrêter le dictateur fasciste sur ordre du roi Michel, et la Roumanie déclare la guerre à l'Allemagne. Sănătescu forme un gouvernement provisoire issu du Conseil national de la Résistance et abroge toutes les mesures discriminatoires et anti-démocratiques du maréchal Antonescu. La constitution de 1923 est rétablie et le parlement peut se réunir à nouveau.
Le 12 septembre 1944 Sănătescu obtient enfin des Soviétiques l'armistice ; en effet, depuis le 23 août, la Wehrmacht et l'Armée rouge se considéraient toutes deux en pays ennemi et faisaient la guerre à la Roumanie, bombardée aussi bien par la Luftwaffe que par l'aviation soviétique. Simultanément, il obtient du régime hongrois de l'amiral Horthy de surseoir à l'exécution du résistant Anton Buga, qui avait été condamné à mort en Transylvanie — plus tard, Buga fut libéré par les armées soviéto-roumaines, mais à nouveau emprisonné par le régime communiste.
Le 4 novembre 1944, Constantin Sănătescu forme un second gouvernement démocratiquement investi par le parlement. Le 2 décembre 1944, l'Union soviétique obtient sa démission et celle du gouvernement qu'il avait formé, en menaçant le roi Michel de représailles armées en cas de résistance. Sănătescu est remplacé par Rădescu, mais celui-ci n'est pas non plus jugé assez docile, et le 6 août 1945 les communistes, soutenus par le MGB et l'Armée rouge, s'emparent du pouvoir par un coup d'État. Ils forcent le roi à l'abdication le 30 décembre 1947 et imposent leur dictature jusqu'au 22 décembre 1989.
Le 8 novembre 1947, Sănătescu meurt à Bucarest, officiellement d'un cancer. Dans le contexte de l'époque, marqué par les persécutions staliniennes et les actions du MVD et du MGB, le bruit circule qu'il aurait été empoisonné.